# Dina Rot
Dina Gutkin Saposnik, conocida como Dina Rot (Mendoza, 5 de marzo de 1932-Buenos Aires, 28 de octubre de 2020), fue una docente, cantante, pianista y musicóloga argentina.

## Biografía
Nació en Mendoza y pasó su infancia en Santiago (Chile), donde inició sus estudios de música.
Estudió canto con Lydia Kinderman.
De regreso en Buenos Aires, se perfeccionó en la escuela de ópera del Teatro Colón.
Estudió en el Collegium Musicum de Buenos Aires y se recibió de musicoterapeuta en la Universidad del Salvador (Buenos Aires).
Se inició como cantante en el Auditorio Birabén, y solía aparecer en Canal 7.
En 1955 se casó con el economista Abrasha Rotenberg, un inmigrante judío ruso quien trabajaba en el diario La Opinión, del que terminó siendo gerente, y estaba vinculado a revistas progresistas.
Tuvieron dos hijos:
- Cecilia Roth (Buenos Aires, 8 de agosto de 1956), actriz; estuvo casada con el cantautor Fito Páez (1963-).
- Ariel Rot (Buenos Aires, 19 de abril de 1960), guitarrista, cantautor y productor musical.[14]

En 1965 creó ―junto con R. Panisch― la música original del cortometraje Mundo nuevo, de Simón Feldman.
Dina Rot viajó dos veces a España, en condición de investigadora: en 1962, por su cuenta, y en 1966, invitada por el Instituto de Cultura Hispánica. Estudió allí con el erudito Arcadio Larrea y Palacín («el hombre que más conoce en el mundo sobre el tema»), que la ayudó en sus investigaciones en el pasado español.

Primero me interesó la música de cámara, luego la lírica; pero más tarde sentí que todo aquello no definía íntegramente lo que aspiraba a hacer. [...] Encontré el romancero español; y eso que mi familia pertenece a la comunidad askenazim, son judíos alemanes. [...] Recopilé un rico material referente a la juglaría medieval cristiana, mora y hebrea, antes de la Inquisición. [...] Estas canciones viejas hicieron el milagro de unir a todos mis amigos españoles, los republicanos y los otros.
Dina Rot

Una vez de vuelta en Argentina, en 1967, Dina Rot convocó a su amigo, el compositor Jorge Schussheim ―uno de los creadores del grupo musical I Musicisti, que terminaría generando a Les Luthiers―, quien le puso música a poemas de Pedro Orgambide, Raúl González Tuñón y Juan Gelman. Después, ambos crearon el espectáculo Llamamiento: canciones de amor, cárcel y esperanza ―con textos de Thomas Mann, Bertolt Brecht, Anna Frank y Federico García Lorca― y música que podría calificarse como «de protesta», que presentaron desde junio de 1968, en el teatro Payró de Buenos Aires.
Se dedicó a musicalizar romanzas anónimas judeoespañolas y coplas y romances del cancionero judío en ídish, hebreo y ladino en América y Europa.
En los años sesenta, en la casa de la bailarina María Fux conoció a la cantante española Ángeles Ruibal.
Cuando cayó el Gobierno de María Estela Martínez de Perón por un golpe de Estado ―el 24 de marzo de 1976―, a consecuencia del cual se implantó la dictadura de la Junta Militar (1976-1983), Dina Rot fue vetada en un canal oficial por cantar un poema de Juan Gelman. Tuvo que huir de Argentina con sus dos hijos y se instaló en Madrid (España), donde fue residente.
En España abandonó el canto y realizó tareas de investigación y docencia.

La decisión de abandonar el canto fue absolutamente consciente. Comenzar de cero en un lugar que no es el de uno significaba muchas heridas, y yo intuía que el canto no saldría fluidamente, entonces lo dejé atrás. Me puse a trabajar con esa otra parte mía que estaba bien alimentada, dedicándome a ello con todo mi esfuerzo y energía. El canto ni siquiera me llamaba y yo tampoco lo extrañaba.
Dina Rot

En 1995 llegó a su casa madrileña una carta con 28 poemas del poeta argentino Juan Gelman ―judío de origen asquenazí— escritos en idioma sefardí. Tiempo después conoció los poemas de Clarisse Nicoidsky (1938-1996). y los musicalizó junto con los de Gelman, ignorando que él se había inspirado en los poemas de esa autora de origen sefardí ―que había producido toda su obra en idioma francés― para escribir los suyos. «Una mano tomó la otra», y en marzo de 1997, Dina Rot volvió a actuar, presentando en Madrid su nuevo trabajo, que incluyó arreglos del músico español Eduardo Laguillo.
Aunque regularmente viajaba a Buenos Aires para visitar a su hija, Cecilia Roth, no había vuelto a cantar en esa ciudad.
En mayo de 1997 presentó en la Feria del Libro (Buenos Aires) su libro cedé Una manu tumó l’otra. Realizó varios recitales en la sala Pablo Picasso del complejo La Plaza, teniendo como invitado especial a su yerno Fito Páez.
En 1998 se presentó en Buenos Aires con su espectáculo Entre la intimidad y el buen gusto, en el que interpretó versos aparentemente tan diversos como la Nana de Andalucía, Yo mi anemorí d’un aire, Despedida del soldado, la Canción del ciruelo (de Bertolt Brecht y Juan Gelman), Amor de paso, de Pedro Orgambide, o El gusanito, de Jorge de la Vega.
Compuso músicas ―junto con el cantautor Paco Ibáñez― a poemas de Pablo Neruda, César Vallejo, Gabriela Mistral y Juan Gelman, Federico García Lorca, Miguel Hernández, Antonio Machado, León Felipe, Rafael Alberti y Nâzım Hikmet, entre otros.
Publicó un CD dedicado a los poetas argentinos del siglo XX, que ella misma musicalizó y del que su exyerno Fito Páez (1963-) fue el productor musical.
En 2006 publicó el libro Vivir la voz (Buenos Aires: Lumen, 2006), un método musicológico sobre expresión vocal.
Publicó también en España el libro disco Una manu tumó l’otra (Madrid: El Europeo), donde cantó poemas en idioma sefardí (idioma también llamado ladino o judeoespañol, que aún hablan los descendientes de los judíos cruentamente expulsados por los Reyes Católicos en 1492).
En 2001 apareció en los agradecimientos de la película Vidas privadas, dirigida por Fito Páez y protagonizada por Cecilia Roth.
En 2001 presentó en Buenos Aires su álbum Buena semana, acompañada por María Elena Walsh, la actriz Norma Aleandro y la musicóloga Violeta Hemsy de Gainza.
La acompañaron
Esteban Morgado (guitarra),
Damián Bolotín (violín),
Facundo Guevara (percusión),
Ariel Azcue (flautas) y
Mario Kirlis (kanun).
En 2012 apareció como ella misma en Blackie, la película, dirigida por Alberto Ponce.
Vivió en Madrid y en Buenos Aires, dando cursos y seminarios sobre la expresión vocal y visitando a su familia. Tiene tres nietos: Martín, Mateo y Valentina. Falleció el 28 de octubre de 2020 a los 88 años, debido a problemas pulmonares que le había dejado el Covid-19.

## Discografía

### 1)Los éxitos de Dina Rot(Quinto, 1966)
Temas:
1) O bem do mar
2) Las tres morillas de Jaem
3) La llorona
4) Nana de Sevilla
5) Las mañanitas
6) Gurisito costero
7) Galanica
8) ¿Por qué llorás, blanca niña?
9) Favela
10) Dieciocho años tengo
11) En la mar hay una torre
12) Tú que puedes vuelveté

### 2)Aerolíneas Argentinas a Israel(Sono Play, 1967)
Nota: Este LP fue grabado especialmente como disco de difusión de la empresa Aerolíneas Argentinas; no fue comercializado.
Temas:
1) Erev shel shoshanim
2) Mi garganta
3) Zamba para no morir
4) Dieciocho años tengo

### 3)Canta, simplemente(As, 1969)
Temas:
1) La pastora
2) Casida de las palomas oscuras
3) Que he sacado con quererte
4) El camino siempre gris
5) Nesta rua
6) Morenica a mi me llaman
7) Cuando veo hija hermosa
8) Shir hanodeid
9) Andaluces de Jaén
10) Leig dain kop oif maine kni
11) El cant dels ocells
12) Simple del otoño
13) Yo me enamori dun aire

### 4)Canciones populares: romancero anónimo sefaradí(Mandolina, 1970)
Temas:
1) Dieciocho años tengo
2) En la mar hay una torre
3) Alta, alta es la luna
4) Esta montaña d’frente
5) Cuando veo hija hermosa
6) Mamá yo no tengo visto
7) A la una nací yo
8) Arvolicos d’almendra
9) Duerme, duerme...
10) Abraham Avinu
11) Los bilbilikos
12) Paxarico
13) Este abajour bijou
14) Alabanza a la novia

### 5)Yo canto a los poetas(Trova, 1971)
Temas:
1) Cosas
2) Yo se todos los cuentos
3) El gigante de ojos azules
4) La luna en la fragua
5) Quero llorar
6) El monte y el río
7) Como tu
8) Balada del que nunca fue a Granada
9) Los lagartos
10) Lo que más quiero
11) Piedra negra sobre una piedra blanca
12) La muerte es un animal

### 6)Cartas(Trova, 1973)
Poemas de Nâzım Hikmet:
1) Carta primera
2) Carta segunda
3) Carta tercera
4) Carta cuarta
5) Carta quinta
6) Carta sexta
7) Canción del ciruelo
8) Defensa de Violeta Parra
9) Serenata para la tierra de uno
10) La llorona
11) El gusanito
12) Para Buenos Aires

### 7)Cantares de Israel(Music Hall)
Nota: EP de cuatro canciones interpretadas en idioma hebreo, ídish y ladino.
Temas:
1) Dona Dona
2) Etz harimon
3) Ta’am haman
4) Abraham Avinu

### 8)Para Buenos Aires(Polydor, 1975)
Nota: Este fue un EP integrado por cuatro canciones de Jorge Schussheim, antes de que Dina Rot partiera al exilio.
Temas:
1) Para Buenos Aires
2) Hoy sábado, hoy
3) La balada de Juan y María
4) Amor de paso

### 9)Canciones de mi mundo(Microfón, 1985)
Temas:
1) Carmela
2) Buena semana
3) Duérmete fiu del alma
4) Coplas brasileras
5) Noches buenas
6) Para Buenos Aires
7) Shpir mir tzigainer
8) Coplas de mensajero
9) Barco quieto
10) Canción marinera
11) Romance de Venezuela

### 10)Buena semana(Acqua Records, 2001)[20]
Canciones del repertorio popular sefaradí, recogidas en
Jerusalén (Israel),
Tesalónica (Grecia),
Sarajevo (Bosnia-Herzegovina),
Marruecos y
Turquía.
Temas:
1) Morena me llaman
2) Noches buenas, noches claras
3) Tres hermanas eran
4) No pasex
5) Al ruido de una fuente
6) Ya salió del mar la galana
7) Los bilbilicos
8) Gerineldo
9) Mamá yo no tengo visto
10) Agua rosada de Merqui
11) Una hija tiene el rey
12) Macico de Rozas
13) Árboles lloran por lluvias
14) Buena semana
15) La mar

### 11)Una manu tumó l’otra(1997)
Temas:
1) Il vestidu aburacadu
2) Quedati cun mi
3) Dizis avlas cun arvulis
4) Partindu di tu ladu
5) Sintí tu voz in mi ventana
6) Ondi stá la yave
7) La mar
8) Si me dexas
9) No stán muiridus lus páxarus
10) Salió un gritu di tu boca
11) Quí lindus tus ojos
12) Quimadura di yelu
13) Mirandu il manzanu
14) Estu es solu para ti y para mi
15) Quirinsioza
16) Cara boz y locura
17) A la mañana dil lugar
18) Una manu tumó l’otra

### 12)Yo canto a los poetas: Cartas(reedición, 2007)
Temas:
1) Cosas
2) Yo sé todos los cuentos
3) El gigante de ojos azules
4) La luna en la fragua
5) Quero llorar
6) El monte y el río
7) Como tú
8) Balada del que nunca fue a Granada
9) Los lagartos
10) Lo que más quiero
11) Piedra negra sobre una piedra blanca
12) La muerte es un animal
13) Carta primera
14) Carta segunda
15) Carta tercera
16) Carta cuarta
17) Carta quinta
18) Carta sexta
19) Canción del ciruelo
20) Defensa de Violeta Parra
21) Serenata para la tierra de uno
22) La llorona
23) El gusanito
24) Para Buenos Aires